# منجم فوسفات الخبراء
منجم فوسفات الخبراء؛ هو منجم مكشوف قريب من مدينة وعد الشمال التعدينية.

## نبذة
تبلغ مساحة المنجم حوالي 37 كيلو مترًا مربعًا ويقدر مخزونه من الفوسفات 400 مليون طن، ينتج المنجم 12 طنًا من خام الفوسفات سنويًا تتم معالجتها وتحويله إلى مركزات الفوسفات في مدينة وعد الشمال الصناعية.